# Pekao Open 2004
Il Pekao Open 2004 è stato un torneo di tennis facente parte della categoria ATP Challenger Series nell'ambito dell'ATP Challenger Series 2004. È stata la 12ª edizione del torneo e si è giocato a Stettino in Polonia dal 20 al 26 settembre 2004 su campi in terra rossa.

## Vincitori

### Singolare
Edgardo Massa ha battuto in finale  David Sánchez con il punteggio di 6–2, 6–2.

### Doppio
Lucas Arnold Ker /  Mariano Hood hanno battuto in finale  Óscar Hernández /  Alberto Martín con il punteggio di 6–0, 6–4.